# Kevin sam w domu 4
Kevin sam w domu 4 lub Kevin sam w domu – po raz czwarty (ang. Home Alone 4: Taking Back the House) – amerykański film telewizyjny z 2002 roku w reżyserii Roda Daniela. Jest to czwarty film z serii Sam w domu.

## Fabuła
Po separacji rodziców Kevina chłopiec zamieszkuje z matką, u której także ma spędzić zbliżające się Święta Bożego Narodzenia, jednak za wszelką cenę chce przeżyć te dni u boku ojca.

## Obsada
- Mike Weinberg – Kevin McCallister
- French Stewart – Marv Merchants
- Erick Avari – Prescott Kate
- Barbara Babcock – Molly Petterson
- Jason Beghe – Peter McCallister
- Clare Carey – Kate McCallister
- Joanna Going – Natalie Kalban
- Missi Pyle – Vera
- Gideon Jacobs – Buzz
- Chelsea Russo – Megan
- Sean Michael – Policjant
- Lisa King – Królowa
- Andre Roothman – Król
- Craig Geldenhuys – Książę
- Anton Smuts – taksówkarz
- Tom Oliver – dzieciak na chodniku